# St Tudwal's Island East
St Tudwal's Island East är en ö i Storbritannien.   Den ligger i riksdelen Wales, i den sydvästra delen av landet, 300 km väster om huvudstaden London.